# Battaglia di Tyana
La battaglia di Tyana fu combattuta nel 272 tra l'esercito dell'Impero romano comandato dall'imperatore Aureliano e quello del Regno di Palmira, condotto dal generale Zabdas per la regina Zenobia; la vittoria di Aureliano, che risparmiò la città dai saccheggi, mise in luce la grande clemenza dell'imperatore; questo fatto fu molto importante poiché molte altre città che inizialmente appoggiavano i Palmireni, si arresero ai Romani senza colpo ferire.

## Contesto storico
Nel 272 Aureliano aveva intrapreso la riconquista del Regno di Palmira, con un attacco duplice, via mare sull'Egitto e via terra sull'Asia minore; grazie alla sua rapidità e alla sua clemenza verso le città che gli si erano schierate contro, l'imperatore riconquistò rapidamente la penisola anatolica. I Palmireni avevano perso l'Asia Minore prima di poter intervenire, ma erano intenzionati a difendere la Siria, cuore del loro dominio.
Per questo motivo Zenobia ordinò a Zabdas di ritirare le truppe d'occupazione dell'Asia Minore, per concentrarsi nella difesa di Antiochia.

## Battaglia
Aureliano assediò la città di Tyana, che era difesa da un contingente palmireno. Il generale Zabdas aveva già lasciato la regione col grosso delle forze.
Sembra che Aureliano ebbe una visione del grande filosofo di I secolo Apollonio di Tiana, che rispettava molto, in un sogno. Apollonio implorò di essere misericordioso qualora avesse conquistato la città. Aureliano lo fece.

## Conseguenze
Questo atto di clemenza si rivelò fondamentale per il resto della campagna militare; poiché molte altre città si arresero a lui dopo aver visto che l'Imperatore non si vendicava su di loro.
Resa sicura l'Asia Minore, Aureliano si lanciò all'inseguimento di Zabdas e dell'esercito palmireno.